# L'Homme sans nom (nouvelle)
Pour l’article homonyme, voir L'Homme sans nom (homonymie).
L’Homme sans nom (titre original : Semper Idem) est une nouvelle américaine de Jack London publiée aux États-Unis en 1900.

## Historique
La nouvelle est publiée initialement dans The Black Cat (en) en décembre 1900, avant d'être reprise dans le recueil When God Laughs and Other Stories en janvier 1911.

## Résumé
Un chirurgien, le Docteur Bicknell, totalement concentré sur les défis techniques de son métier et dénué de compassion, parvient à sauver la vie d'un homme qui s'est tranché la gorge avec une lame de rasoir lors d'une tentative de suicide. Le suivi post-opératoire toutefois laisse quelque peu à désirer...

## Éditions

### Éditions en anglais
- Semper Idem, dans The Black Cat (en), magazine, décembre 1900.
- Semper Idem, dans le recueil When God Laughs and Other Stories, un volume chez  The Macmillan Co, New York, janvier 1911.

### Traductions en français
- L’Homme sans nom, traduit par Louis Postif, in Vu, magazine, 1930.
- L’Homme sans nom, traduit par Louis Postif, in Les Condamnés à vivre, recueil, 10/18, 1974.
- L’Homme sans nom, traduit par François Postif, in Mille fois mort, recueil, 10/18, 1981.
- Semper Idem, traduit par Louis Postif, revu et complété par Frédéric Klein, in Quand Dieu ricane, recueil, Phébus, 2005.